# Bartosz Adamczyk
Bartosz Adamczyk (ur. 1 grudnia 1973) – polski aktor teatralny i telewizyjny, także wokalista.
W teatrze zadebiutował już podczas studiów we wrocławskiej PWST, które ukończył w 1998 roku.

## Filmografia
- 1995: Urodziny – kolega
- 1997: Zemsta (spektakl telewizyjny) – paż
- 1999: 13 posterunek - złodziej Marek (odc. 6)
- 2001: Klan – pracownik firmy dystrybucyjnej
- 2003: Złotopolscy – Krzysztof, mężczyzna z różą (odc. 538)
- 2004: Dziupla Cezara – krytyk kulinarny (odc. 10)
- 2006: Pierwsza miłość – ojciec trojaczków
- 2007: Krakowski obraz – pracownik muzeum
- 2008: Wydział zabójstw – archiwista IPM (odc. 28)
- 2008: Plebania – adwokat (odc. 1065, 1068)
- 2008: M jak miłość – kontroler Grzegorz Dwurnik (odc. 626)
- 2009: Samo życie – niepełnosprawny szablista
- 2010: Pierwsza miłość – sprzedawca w sklepie muzycznym
- 2012: Lekarze – lekarz (odc. 2)
- 2013: Ojciec Mateusz – fotograf (odc. 121)
- 2014: Ojciec Mateusz – sprzedawca zabawek (odc. 148)
- 2014: Na dobre i na złe – Kamil Klimecki, mąż Doroty (odc. 558)
- 2015: Zakład doświadczalny Solidarność – dyrektor banku
- 2015: Prawo Agaty – lekarz (odc. 86)
- 2015, 2019: Na Wspólnej – detektyw Malicki (odc. 2090, 2094, 2824)
- 2015: Ojciec Mateusz – Nowicki (odc. 161)
- 2015: Barwy szczęścia – developer Kowalczyk (odc. 1287-1288)
- 2016: Na sygnale – ojciec Maćka (odc. 110)
- 2017: Ojciec Mateusz – kolega Lucjana (odc. 225)
- 2017: Człowiek z magicznym pudełkiem – asystent Heniek
- 2017: Pierwsza miłość – bukmacher
- 2017-2018: Szpital dziecięcy –
  - jako Zygmunt (odc. 14)
  - jako Stanisław (odc. 35)
- 2018-2019: Korona królów – krajczy Adam
- 2019: Za marzenia – Jan (odc. 15)
- 2019: W rytmie serca – Roman, właściciel nieruchomości w Kazimierzu Dolnym (odc. 41)
- 2019: Ślad – Karol Smyk (odc. 56)
- 2019: Pierwsza miłość – Ireneusz Słowik, ojciec Marka

## Polski dubbing
- 2004 – Ruchomy zamek Hauru jako Hauru

## Spektakle teatralne (wybór)
- Baśń chaotyczna (reż. Wojciech Kościelniak)
- Kompleks Portnoya (reż. Adam Sajnuk)
- Dziwka z Ohio (reż. Adam Sajnuk)
- Zaklęte Rewiry (reż. Adam Sajnuk)

### Musicale i przedstawienia muzyczne
- Metro Studio Buffo
- Przeboje Studio Buffo
- Obok nas Studio Buffo
- Przeżyj to sam Studio Buffo
- 2002 – Grease jako Roger (reż. Wojciech Kępczyński)
- 2004 – West Side Story jako Chino (reż. W. Kościelniak)
- 2004 – Galeria (reż. W. Kościelniak)
- 2006 – Paw królowej. Opera praska jako Robert Mak, Adam Grociński (reż. Jacek Papis)

## Programy telewizyjne z udziałem aktora
- Jedyneczka
- Mama i ja